# جمعية الصليب الأحمر الأوكرانية
جمعية الصليب الأحمر الأوكرانية هي جمعية إنسانية وخيرية غير ربحية في أوكرانيا. تعمل في مجال إدارة الكوارث، والصحة والرعاية، والبحث عن المفقودين، وأنشطة الشباب والمتطوعين وحماية الكرامة الإنسانية.

## بداية تاريخية
تأسست جمعية الصليب الأحمر الأوكرانية  في 18 أبريل 1918 في كييف كمجتمع إنساني مستقل في جمهورية أوكرانيا الشعبية. كانت مهامها الفورية مساعدة اللاجئين وأسرى الحرب، ورعاية المعاقين، والأطفال الأيتام، ومكافحة
المجاعات والأوبئة، ودعم وتنظيم أماكن المرضى، والمستشفيات والمقاصف العامة.منذ عشرينيات القرن الماضي عندما دمجت الأراضي الأوكرانية كجزء من الاتحاد السوفييتي وحتى عام 1991، عمل الصليب الأحمر الأوكراني كجزء من الصليب الأحمر السوفييتي.

## خلال الحرب العالمية الثانية
عندما تم توحيد هيكل جيش التمرد الأوكراني عام 1943، أعيد تأسيس الصليب الأحمر الأوكراني كهيئة منفصلة عن الصليب الأحمر السوفييتي. قدمت الخدمة الرعاية لمرضى وجرحى جنود جيش التمرد الأوكراني، واستقطبت أطباء
ذوي كفاءة عالية، وأعدت تجهيز الأدوية وتصنيعها، جهزت مستشفيات تحت الأرض وأجرت دورات تدريبية  للأطباء والجنود الجدد في الجيش وأعدت كتيبات طبية خاصة.  عمل الأطباء في المستشفيات العسكرية  الإقليمية التي عالجت الجرحى الذين عانوا من هجمات المجموعات التأديبية  الألمانية، والسوفيتية والبولندية.

## الوقت الحاضر

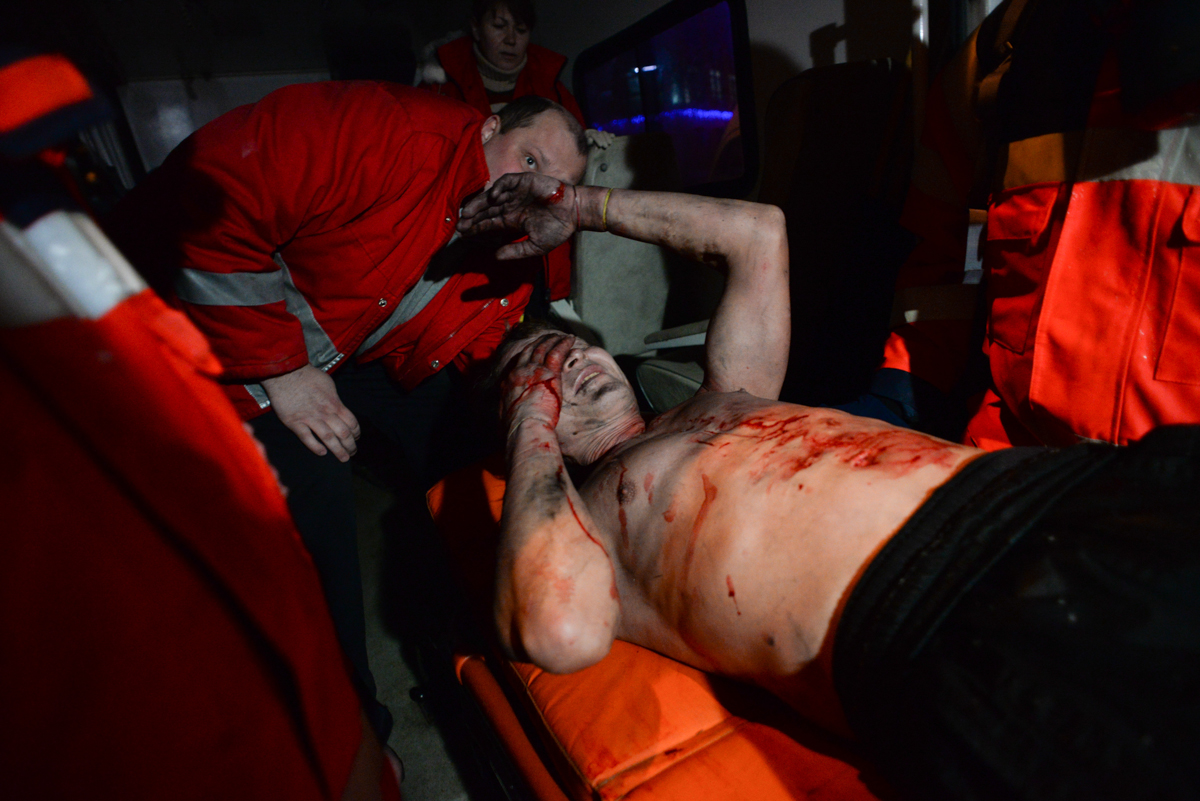
متطوعون يقدمون الإسعافات الأولية لأحد المتظاهرين الجرحى من الميدان الأوروبي.

أقر البرلمان الأوكراني قانون الصليب الأحمر عام 1999. في عام 2001، شارك الصليب الأحمر الأوكراني أكثر من 6.3 مليون من المؤيدين والناشطين. تضم خدمة الممرضات الزائرات 3200 ممرض مؤهل. تشارك المنظمة في
أكثر من 40 برنامجا إنسانيا في جميع أنحاء أوكرانيا والتي يتم تمويلها في الغالب من خلال التبرعات العامة وشراكات الشركات. ووفقا لتقديراتها الخاصة، تقدم الجمعية سنويا خدمات لأكثر من 105000 من كبار السن الوحيدين،
ونحو 23000 من الأشخاص العاجزين خلال الحرب العالمية الثانية والعاملين المعاقين، وأكثر من 25000 من المحاربين القدامى، وأكثر من 8000 من البالغين معاقين منذ الصغر. كما يتم تقديم المساعدة للأطفال الأيتام والمعاقين.
منذ عام 1993، جمعية الصليب الأحمر الأوكرانية عضو في الحركة الدولية للصليب الأحمر والهلال الأحمر.